# Linea blu (programma televisivo)
Linea blu è un programma televisivo di divulgazione culturale, impegnato nella diffusione e sensibilizzazione della cultura dell'ambiente e del mare, ma anche dei fiumi e dei laghi, trasmesso su Rai 1 dal 1994, attualmente condotto da Marco Senise e Fabio Gallo.

## Descrizione
Linea blu nasce il 2 aprile 1994, partendo dai luoghi più suggestivi del mar Mediterraneo, lungo gli oltre 8.000 chilometri di coste della penisola italiana, porta nelle case degli spettatori le immagini di luoghi lontani e dalle caratteristiche attrattive ideali, esplorando l'infinito mondo sommerso e raccontando storie di pescatori e di mare. Puccio Corona è stato l'ideatore e conduttore del programma (lo ha condotto fino al 1998), portando un notevole contributo per il successo di un nuovo format: infatti, è risultata vincente l’abbinata della conoscenza approfondita del mare e dei suoi protagonisti, quali i pescatori ed i subacquei. Dalla prima edizione, accanto a Puccio Corona, vi è l'attuale autrice e conduttrice Donatella Bianchi.
Secondo Donatella Bianchi "l'obiettivo principale di Linea blu è quello di sviluppare la cultura del mare, ponendo sempre grande attenzione ai problemi ambientali ed alla sicurezza; valorizzando le diverse culture marinare, raccontando le storie di coloro che quotidianamente vivono con grande rispetto il mare. Un mare diverso, un mare fonte di lavoro e di vita, per lo più sconosciuto alla maggior parte dei nostri telespettatori. Sarà quindi nostro compito raccontare tutto quello che avviene sotto e sopra le coste italiane".
Ampio spazio viene infatti dato anche alle riprese subacquee per poter conoscere più da vicino un mondo a volte sottovalutato, ma che concede grandi emozioni e sorprese a chi vuole scoprirlo, tuffandosi sotto la superficie.
Le immagini subacquee ci faranno conoscere la vita dei fondali, con le specie ittiche e la vegetazione del "mare nostrum", mentre documentari e ricordi di vita di vari ospiti riporteranno alla memoria momenti storici e grandi eventi legati al mare. Secondo Marco Zavattini, coautore del programma dal 1997 al 2014, "Linea blu è un mare di misteri, un mare di sorprese, un mare di problemi, un mare di colori, un mare di avventure e comunque un mare da amare".

## Rubriche

### Vivere il Mare
La rubrica Vivere il mare, inizialmente in onda come programma autonomo su Rai 2, è stata in seguito trasformata per diverse edizioni in uno spazio all'interno della trasmissione dedicato al mondo della pesca professionale italiana promosso dal Ministero delle politiche agricole alimentari e forestali.

### TG del mare
Approfondimento in cui vengono diffuse le principali notizie relative al mondo marittimo, riguardanti curiosità, normative e temi di attualità.

## Musiche
La sigla di testa del programma è Nadir dance del percussionista italiano Rosario Jermano, ma all'interno del programma solitamente vengono utilizzati altri brani che accompagnano i servizi e i brevi momenti di sole immagini senza commento, caratterizzando nel corso degli anni il programma al punto di diventarne i leitmotiv.
- Eugenio Bennato - Che il Mediterraneo sia (utilizzato nell'anteprima di ogni puntata e nella mappa di presentazione del luogo subito dopo la sigla iniziale)
- Duran Duran - Ordinary World (utilizzata all'inizio e nei titoli di coda di ogni puntata)
- Luar Na Lubre - O son do ar
- Luca Carboni - Mare mare
- The Verve - Bitter Sweet Symphony
- Noir Désir - Le vent nous portera
- Enya - Caribbean Blue
- Deep Forest - Boheme; Sweet Lullaby; Marta's song; Deep weather; Ekue Ekue.
- Agricantus - Imaku sarvasattva
- Francesco De Luca e Alessandro Forti - Alma latina
- Nuova Compagnia di Canto Popolare - Atlantis
- Tulku - Anni rose
- Craig Armstrong - Weather storm
- Deepak Ram - A night in Lenasia
- Gotan Project - Triptico
- Karl Jenkins - Adiemus
- Neal Schon - Espanique
- Anggun - Snow on the Sahara

## Collaboratori e ospiti
- Corrado Piccinetti, professore di biologia marina
- Giorgio Calabrese, nutrizionista e volto televisivo
- Egidio Trainito, biologo
- Umberto Pelizzari, apneista a livello agonistico
- Enzo Maiorca, apneista a livello agonistico
- Raimondo Bucher, apneista italiano

## Spin-off

### Linea blu Discovery
In onda dal 30 settembre 2023 su Rai 1 con la conduzione di Fabio Gallo e Giulia Capocchi.

#### Prima edizione
| Puntata | Titolo                                | Data              | Telespettatori | Share  |
| ------- | ------------------------------------- | ----------------- | -------------- | ------ |
| 1       | Mazara del Vallo - Riposto            | 30 settembre 2023 | 1.444.000      | 11,9%  |
| 2       | Termoli - Molfetta                    | 7 ottobre 2023    | 1.369.000      | 11,2%  |
| 3       | Fiumicino - Castiglione della Pescaia | 14 ottobre 2023   | 1.586.000      | 12,9%  |
| 4       | Ancona - Chioggia                     | 21 ottobre 2023   | 1.367.000      | 17,16% |

#### Seconda edizione
| Puntata | Titolo                                     | Data              | Telespettatori | Share |
| ------- | ------------------------------------------ | ----------------- | -------------- | ----- |
| 1       | Portoscuso - Sciacca                       | 14 settembre 2024 | 1.764.000      | 13,9% |
| 2       | Bagnara Calabra - San Benedetto del Tronto | 21 settembre 2024 | 1.537.000      | 12,9% |
| 3       | Procida - Livorno                          | 28 settembre 2024 | 1.588.000      | 12,7% |

Regia di Giuseppe Carucci. Autore Matteo Capanna, Produzione TV COM

#### Terza edizione
| Puntata | Titolo                                         | Data           | Telespettatori | Share |
| ------- | ---------------------------------------------- | -------------- | -------------- | ----- |
| 1       | Le vie del mare - Taormina, Malta e Barcellona | 7 giugno 2025  | 786.000        | 9,6%  |
| 2       | Mykonos, Santorini e Kusadasi                  | 14 giugno 2025 | 884.000        | 11,4% |
| 3       | Gaeta e i navigatori del terzo millennio       | 21 giugno 2025 | 760.000        | 9,9%  |
| 4       | Il Mar Ligure e il commercio marittimo         | 28 giugno 2025 | 848.000        | 10,8% |

Regia di Giuseppe Carucci. Autore Federica Petruccioli, Produzione TV COM